# Ad Reinhardt
Ad Reinhardt, teljes nevén Adolph Dietrich Friedrich Reinhardt (Buffalo, New York, 1913. december 24. – New York, 1967. augusztus 30.) amerikai absztrakt expresszionista festő.
Az 1940-es évektől festette korai, absztrakt expresszionista képeit. Kompozíciói fokozatosan leegyszerűsödtek, kései, néhány színre (vörös, fekete) redukált monokróm festményeivel a minimalizmus egyik létrehozója.